# Пакистан на літніх Олімпійських іграх 1984
Пакистан брав участь у Літніх Олімпійських іграх 1984 року у Лос-Анджелесі (США) удев'яте за свою історію, і завоював одну золоту медаль.

## Золото
- Хокей на траві, чоловіки.